# (3028) Zhangguoxi
(3028) Zhangguoxi (1978 TA2) – planetoida z grupy pasa głównego asteroid okrążająca Słońce w ciągu 5,25 lat w średniej odległości 3,02 j.a. Odkryta 9 października 1978 roku.